# (45299) Stivell
(45299) Stivell est un astéroïde de la ceinture principale.

## Description
(45299) Stivell, provisoirement connu sous la dénomination 2000 AL43, est un astéroïde de la ceinture principale. Il fut découvert le 6 janvier 2000 par l'astronome tchèque Miloš Tichý.
Il avait été découvert une première fois en 1978 et alors désigné 1978 VJ9.
Il présente une orbite caractérisée par un demi-grand axe de 2,565 UA, une excentricité de 0,189 et une inclinaison de 4,831° par rapport à l’écliptique.
Il fut nommé en l'honneur du chanteur et barde breton Alan Stivell.